# Lycenchelys aurantiaca
Lycenchelys aurantiaca is een straalvinnige vissensoort uit de familie van puitalen (Zoarcidae). De wetenschappelijke naam van de soort is voor het eerst geldig gepubliceerd in 1998 door Shinohara & Matsuura.